# Central Atlantic Collegiate Conference
La Central Atlantic Collegiate Conference (CACC) es una conferencia de la División II de la NCAA. Está formada por 14 universidades que compiten en 15 deportes (7 masculinos y 8 femeninos). Las universidades miembros se sitúan geográficamente en el noreste de Estados Unidos, en los estados de Connecticut, Delaware, Nueva Jersey, Nueva York y Pensilvania.

## Historia
Fue fundada en 1961 y constó en sus orígenes con 8 miembros fundacionales, Bloomfield College, Dowling College, The King's College, Marist College, Monmouth College, Nyack College, C.W. Post College y Southampton College. Inicialmente formó parte de la NAIA, y se unió de forma provisional a la NCAA en 2002.
La sede se encuentra en New Haven, Connecticut desde 2004, fecha en la que se convirtió en miembro de pleno derecho de la División II de la NCAA.

## Miembros

### Miembros actuales
| Institución                              | Localización             | Fundada        | Alumnos        | Apodo          | Colores        | Año de unión   |
| North Division                           | North Division           | North Division | North Division | North Division | North Division | North Division |
| ---------------------------------------- | ------------------------ | -------------- | -------------- | -------------- | -------------- | -------------- |
| Bloomfield College                       | Bloomfield, Nueva Jersey | 1868           | 2,100          | Bears          |                | 1961           |
| Universidad de Caldwell                  | Caldwell, Nueva Jersey   | 1939           | 2,213          | Cougars        |                | 1987           |
| Concordia College                        | Bronxville, Nueva York   | 1881           | 2,431          | Clippers       |                | 2009           |
| Universidad Dominicana Nueva York        | Orangeburg, Nueva York   | 1952           | 1,998          | Chargers       |                | 1982           |
| Felician College                         | Lodi, Nueva Jersey       | 1923           | 2,109          | Golden Falcons |                | 1999           |
| Nyack College                            | Nyack, Nueva York        | 1882           | 3,318          | Warriors       |                | 1961           |
| Universidad Post                         | Waterbury, Connecticut   | 1890           | 7,317          | Eagles         |                | 1986           |
| South Division                           |                          |                |                |                |                |                |
| Chestnut Hill College                    | Filadelfia, Pensilvania  | 1924           | 2,301          | Griffins       |                | 2007           |
| Georgian Court University                | Lakewood, Nueva Jersey   | 1908           | 2,313          | Lions          |                | 1966           |
| Goldey–Beacom College                    | Wilmington, Delaware     | 1886           | 1,352          | Lightning      |                | 1999           |
| Universidad Holy Family                  | Filadelfia, Pensilvania  | 1954           | 2,100          | Tigers         |                | 1999           |
| Universidad Thomas Jefferson (Jefferson) | Filadelfia, Pensilvania  | 1884           | 3,540          | Rams           |                | 2005           |
| Universidad de las Ciencias (USciences)  | Filadelfia, Pensilvania  | 1821           | 2,749          | Devils         |                | 1999           |
| Universidad de Wilmington                | New Castle, Delaware     | 1968           | 11,500         | Wildcats       |                | 1999           |

### Antiguos miembros
| Institución                                    | Localización                   | Fundada | Apodo        | Año de unión | Año de abandono | Conferencia actual              |
| ---------------------------------------------- | ------------------------------ | ------- | ------------ | ------------ | --------------- | ------------------------------- |
| Dowling College                                | Oakdale, Nueva York            | 1955    | Golden Lions | 1961         | 1989            | East Coast                      |
| The King's College                             | Nueva York, Nueva York         | 1938    | Lions        | 1961         | 1989            | NCCAA                           |
| Long Island University–Post                    | Brookville, Nueva York         | 1954    | Pioneers     | 1961         | 1989            | NEC (NCAA D-I, como LIU Sharks) |
| Marist College                                 | Poughkeepsie, Nueva York       | 1929    | Red Foxes    | 1961         | 1981            | Metro Atlantic (NCAA D-I)       |
| Universidad de Monmouth                        | West Long Branch, Nueva Jersey | 1933    | Hawks        | 1961         | 1985            | CAA (NCAA D-I)                  |
| Instituto de Tecnología de Nueva Jersey (NJIT) | Newark, Nueva Jersey           | 1968    | Highlanders  | 2000         | 2006            | America East (NCAA D-I)         |
| St. Thomas Aquinas College                     | Sparkill, Nueva York           | 1952    | Spartans     | 1965         | 1999            | East Coast                      |
| Southampton College of Long Island University  | Southampton, Nueva York        | 1963    | Colonials    | 1961         | 1989            | Sin deportes                    |

- En julio de 2019, la Universidad de Long Island fusionó el programa deportivo LIU Post con el programa de la División I del campus de Brooklyn de LIU. El programa combinado heredó las membresías de la División I y la Northeast Conference de LIU Brooklyn.